# Mont-Saint-Martin, Meurthe-et-Moselle
Mont-Saint-Martin là một xã của tỉnh Meurthe-et-Moselle, thuộc vùng Grand Est, đông bắc nước nước Pháp. Xã này nằm ở khu vực có độ cao trung bình 335 mét trên mực nước biển.